# Ngal'ayel Mukau
Ngal'ayel Mukau (Malinas, 3 de noviembre de 2004) es un futbolista belga, nacionalizado congoleño, que juega en la demarcación de centrocampista para el Lille O. S. C. de la Ligue 1.

## Selección nacional
Tras jugar en varias categorías inferiores de la selección, finalmente hizo su debut con la selección absoluta de República Democrática del Congo el 16 de noviembre de 2024 en un encuentro de clasificación para la Copa Africana de Naciones de 2025 contra Guinea que finalizó con un resultado de 1-0 a favor del combinado guineano tras un gol de Serhou Guirassy.

## Clubes
| Club              | País    | Año       | Partidos | Goles |
| ----------------- | ------- | --------- | -------- | ----- |
| KV Malinas        | Bélgica | 2023-2024 | 37       | 0     |
| Lille O. S. C. II | Francia | 2024      | 1        | 0     |
| Lille O. S. C.    | Francia | 2024-     | 36       | 2     |